# Інґо Швіхтенберґ
Інґо Швіхтенберґ (англ. Ingo Schwichtenberg; нар. 18 травня 1965 — пом. 8 березня 1995) — німецький барабанщик, один з засновників павер-метал гурту Helloween. Запам'ятався своєю енергійною грою на барабанах і посмішкою «до вух». Його манеру гри на ударних копіювали багато павер-метал гуртів починаючи з 90-х років і аж до нашого часу.
Швіхтенберг був «відрахований» з гурту в 1993 році під час туру в підтримку альбому Chameleon. Офіційна версія — алкогольна і наркотична залежність Інго, яка заважала йому зосередитися на роботі. Швіхтенберґ також був хворий на шизофренію, але відмовлявся її лікувати. Судячи з усього, Інго був незадоволений музичним курсом, обраним гуртом, і в зв'язку з цим особливо не любив пісню «Windmill» з альбому Chameleon (яку він називав, за словами Міхаеля Вайката, не інакше як «Shitmill»). Місце Інго за ударними в Helloween зайняв Улі Куш.
Після відходу з Helloween Швіхтенберґ ще частіше став відчувати напади хвороби, кульмінацією якої стало його самогубство в 1995 році, коли він стрибнув під потяг метро.

## Дискографія
Helloween
- Helloween (1985)
- Walls of Jericho (1985)
- Keeper of the Seven Keys Part 1 (1987)
- Keeper of the Seven Keys Part 2 (1988)
- Pink Bubbles Go Ape (1991)
- Chameleon (1993)

Doc Eisenhauer
- Alles Im Lack (1992) — ударні в «Pharao»